# Rumble: Il grande spirito del rock
Rumble: Il grande spirito del rock (Rumble: The Indians Who Rocked the World) è un documentario canadese del 2017 diretto da Catherine Bainbridge e Alfonso Maiorana.
Il film mostra l'impatto dei musicisti indigeni in Canada e negli Stati Uniti nello sviluppo della musica rock. Tra gli artisti mostrati, Charley Patton, Mildred Bailey, Link Wray, Jesse Ed Davis, Stevie Salas, Buffy Sainte-Marie, Robbie Robertson, Randy Castillo, Jimi Hendrix e molti altri. Il titolo del film si riferisce al componimento strumentale pionieristico chiamato "Link Wray", pubblicato nel 1958 dal gruppo americano Link Wray & His Ray Men. Questo pezzo strumentale fu importante per molti artisti.
Ci sono molte sezioni in cui musicisti influenti parlano dei contributi portati dagli artisti indigeni, compresi commenti di Quincy Jones, George Clinton, Taj Mahal, Martin Scorsese, John Trudell, Steven Tyler e altri.

## Produzione
Rumble presenta una lunga lista di contributi da parte di musicisti, storici, famigliari ed esperti, tra cui: Buddy Guy, Steven Van Zandt, Tony Bennett, Taj Mahal, Cyril Neville, Ivan Neville, Martin Scorsese, Quincy Jones, John Trudell, David Fricke (Rolling Stone Magazine), Steven Tyler, Derek Trucks, Corey Harris, Guy Davis, Alvin Youngblood Hart, Monk Boudreaux, George Clinton, Jackson Browne,  Joy Harjo, Iggy Pop, Wayne Kramer (MC5), Marky Ramone (The Ramones), Taylor Hawkins (Foo Fighters), Pura Fé (Ulali), Dan Auerbach (The Black Keys), Phil Soussan (Ozzy Osbourne), Matt Sorum (Guns ‘N’ Roses), Mike Inez (Alice in Chains), Robert Trujillo (Metallica), Taboo (Black Eyed Peas), Slash (Guns ‘N’ Roses), Charlie Sexton (Bob Dylan), Rhiannon Giddens (Carolina Chocolate Drops), Pat Vegas (Redbone), Robbie Robertson, Buffy Sainte-Marie, e molti altri.

## Distribuzione
Il film è stato presentato al Sundance Film Festival del 2017 e uscirà in Italia il 19 marzo 2018 distribuito da I Wonder Pictures.

## Riconoscimenti
- 2017 - Sundance Film Festival
  - World Cinema Documentary Special Jury Award for Masterful Storytelling
- 2017 - Hot Docs International Film Festival
  - Rogers Audience Award for Best Canadian Documentary
  - Hot Docs Audience Award
- 2017 - Boulder International Film Festival
  - Best Music Documentary
- 2017 - Illuminate Film Festival
  - Audience Award
- 2017 - Albuquerque Film and Music Festival 
  - Best Documentary
- 2017 - Biografilm Festival
  - Audience Award nella categoria Biografilm Music
- 2017 - History Film Festival 
  - Best Independent Documentary & Best Production
- 2017 - UNERHÖRT! / Reeperbahn Festival Music Film Contest
- 2017 - Festival Ciné Alter`Natif
  - Audience Award
- 2017 - Doc'n Roll Film Festival
  - Best music documentary film[5]

In dicembre, il Toronto International Film Festival ha nominato il film nella sua annuale lista dei dieci migliori film canadesi.